# Howard Unruh
Howard Unruh, né le 21 janvier 1921 à Camden et mort le 19 octobre 2009 à Trenton, est un tueur de masse américain.
Le 6 septembre 1949, il tue treize personnes et en blesse trois autres en douze minutes, choisissant au hasard ses victimes dans son voisinage et les abattant avec son Luger P08. Arrêté, il est diagnostiqué comme souffrant d'une schizophrénie paranoïde. Il est alors interné à vie à l'hôpital psychiatrique de Trenton.